# Lungenseuche der Ziegen
Die Lungenseuche der Ziegen (Contagious caprine pleuropneumonia, CCPP) ist eine durch Mykoplasmen hervorgerufene Infektionskrankheit, die durch eine Lungenentzündung und hohe Verluste bei Ziegen gekennzeichnet ist. Die Erkrankung ist vor allem in Asien, Afrika und der Türkei verbreitet, in der Schweiz besteht für diese Tierseuche Meldepflicht.

## Erreger und Vorkommen
Der Erreger der CCPP ist Mycoplasma capricolum ssp. capripneumoniae.
Die Einschleppung in eine Herde erfolgt über infizierte Zukäufe. Der Erreger verbreitet sich als Tröpfcheninfektion über die Luft (aerogen). Erregerreservoir sind chronisch infizierte Dauerausscheider.

## Klinisches Bild
Bei einem Neuausbruch zeigt sich die Lungenseuche als akutes Krankheitsgeschehen mit hohem Fieber und Husten. Nahezu alle Tiere erkranken, die Mortalität kann bis zu 80 % betragen. Relativ typisch ist, dass bei gemeinsamer Haltung mit Schafen nur Ziegen erkranken.
In Endemiegebieten verläuft die Erkrankung zumeist mit leichten respiratorischen Symptomen deutlich milder.
Die Diagnose kann sicher nur durch den Erregernachweis aus Pleuraflüssigkeit, Lungengewebe oder Bronchiallymphknoten gestellt werden. Differentialdiagnostisch sind insbesondere die Pest der kleinen Wiederkäuer, Pasteurellose oder andere Mykoplasmosen in Betracht zu ziehen.

## Bekämpfung
Die Bekämpfung zielt insbesondere auf die Verhinderung der Einschleppung in heimische Bestände durch Kontrolle des internationalen Tierverkehrs und Zukäufe aus freien Beständen. Bei akut erkrankten Tieren können Antibiotika eingesetzt werden.
Impfstoffe gegen die Erkrankung existieren zwar, sie werden aber nur in Endemiegebieten eingesetzt, in der Schweiz ist ihr Einsatz verboten.